# Ocotea libanensis
Ocotea libanensis är en lagerväxtart som beskrevs av Johannes Bisse. Ocotea libanensis ingår i släktet Ocotea och familjen lagerväxter. Inga underarter finns listade i Catalogue of Life.